# Larry Mikan
George Lawrence Mikan III, detto Larry (St. Louis Park, 8 aprile 1948), è un ex cestista statunitense, professionista nella NBA.
È figlio di George Mikan e nipote di Ed Mikan.

## Carriera
Venne selezionato dai Los Angeles Lakers al quarto giro del Draft NBA 1970 (64ª scelta assoluta).